# Gmina Mrozy
Die Gmina Mrozy ist eine Stadt-und-Land-Gemeinde im Powiat Miński der Woiwodschaft Masowien in Polen. Ihr Sitz ist die gleichnamige Stadt mit 3586 Einwohnern (2020).

## Geographie
Die Gemeinde liegt im Osten der Woiwodschaft. Nachbargemeinden sind Cegłów, Kałuszyn, Kotuń, Latowicz und Wodynie.

## Geschichte
Die Landgemeinde wurde 1973 wieder gebildet. Stadt- und Landgemeinde wurden 1990/1991 zur Stadt-und-Land-Gemeinde zusammengelegt. Ihr Gebiet gehörte bis 1975 zur Woiwodschaft Warschau. Es kam dann bis 1998 zur Woiwodschaft Siedlce, der Powiat wurde in dieser Zeit aufgelöst. Zum 1. Januar 1999 kam die Gemeinde zur Woiwodschaft Masowien und zum wiedererrichteten Powiat Miński.
Zum 1. Januar 2014 wurden Mrozy die Stadtrechte erteilt und die Gemeinde erhielt den Status einer Stadt-und-Land-Gemeinde. – Bis 1954 bestanden auf Gemeindegebiet die Landgemeinden (Gminas) Kuflew und Jeruzal, die 1954 aufgelöst wurden.

## Gliederung
Die Stadt-und-Land-Gemeinde (gmina miejsko-wiejska) Mrozy besteht aus der Stadt selbst und 28 Orte mit Schulzenamt (sołectwo):
Borki
Choszcze
Dąbrowa
Dębowce
Gójszcz
Grodzisk
Guzew
Jeruzal
Kołacz
Kruki
Kuflew
Lipiny
Lubomin
Łukówiec
Mała Wieś
Mrozy
Mrozy-Południe
Mrozy-Wola
Natolin
Płomieniec
Porzewnica
Rudka
Skruda
Sokolnik
Topór
Trojanów
Wola Paprotnia
Wola Rafałowska
Kleinere Orte der Gemeinde sind Barania Ruda, Gajówka Bernatowizna, Gajówka Florianów, Gajówka Gójszcz, Jeziorek und Rudka-Sanatorium.